# Nachsaat
Mit „Nachsaat“ wird das Einbringen von Saatgut in einen vorhandenen Pflanzenbestand, insbesondere bei Grünland und Rasen, bezeichnet. Das Gegenteil ist die Neuansaat auf einer vegetationsfreien Fläche.
Eine Nachsaat kann maschinell (Einsaat/Durchsaat) oder nicht maschinell (Übersaat) durchgeführt werden. Zuerst sollte der Rasen tief gemäht und das Schnittgut entfernt werden. Bei maschineller Nachsaat kann Schlitz-, Scheiben-, Zahnrillen- oder Frästechnik zum Einsatz kommen. Zum Beispiel kann die Fläche mit einem Vertikutierer (ca. 1–3 mm) angeritzt werden. Der Reihenabstand sollte maximal 10 cm betragen. Als Ausbringungsmenge wird 20 kg Saatgut pro Hektar empfohlen. Eine nicht maschinelle Nachsaat kann zusammen mit anderen Arbeitsgängen durchgeführt werden, beispielsweise im Rahmen einer Düngung (Düngerstreuer, Güllefass) oder dem Verteilen von Schneckenkorn. Finden mehrere solcher Arbeitsgänge statt, kann die Saatgutmenge auch in Portionen bis 5 kg/ha aufgeteilt werden. Nach dem Einbringen des Saatgutes kann die Fläche mit einem düngemittelhaltigen Bodensubstrat wie Torf leicht abgestreut (ca. 5 mm) werden. Der Erfolg der Maßnahme ist entscheidend von der Wasserversorgung des ausgebrachten Saatgutes abhängig. An trockenen / windigen Tagen muss die Fläche häufig bis zu 10 mal pro Tag mit geringen Mengen bewässert werden. Außerdem kann ein Pflegeschnitt die Konkurrenzkraft der anstehenden Grasnarbe schwächen und somit die Etablierung der Keimlinge fördern.
Im Grunde ist nur das Deutsche Weidelgras (Lolium perenne) uneingeschränkt zur Nachsaat geeignet, da es eine rasche Jugendentwicklung und ausreichend hohe Kampfkraft zeigt. Keimlinge von sich langsamer entwickelnden Arten werden von der vorhandenen Vegetation zu sehr bei ihrer Etablierung beeinträchtigt.
Insbesondere für die Nachsaat in Rasenflächen wird auch so genanntes Mantelsaatgut angeboten. Hierbei sind die Samenkörner von einer Düngermischung ummantelt, die als Starthilfe nach der Keimung dienen soll.